# Anthea Hamilton

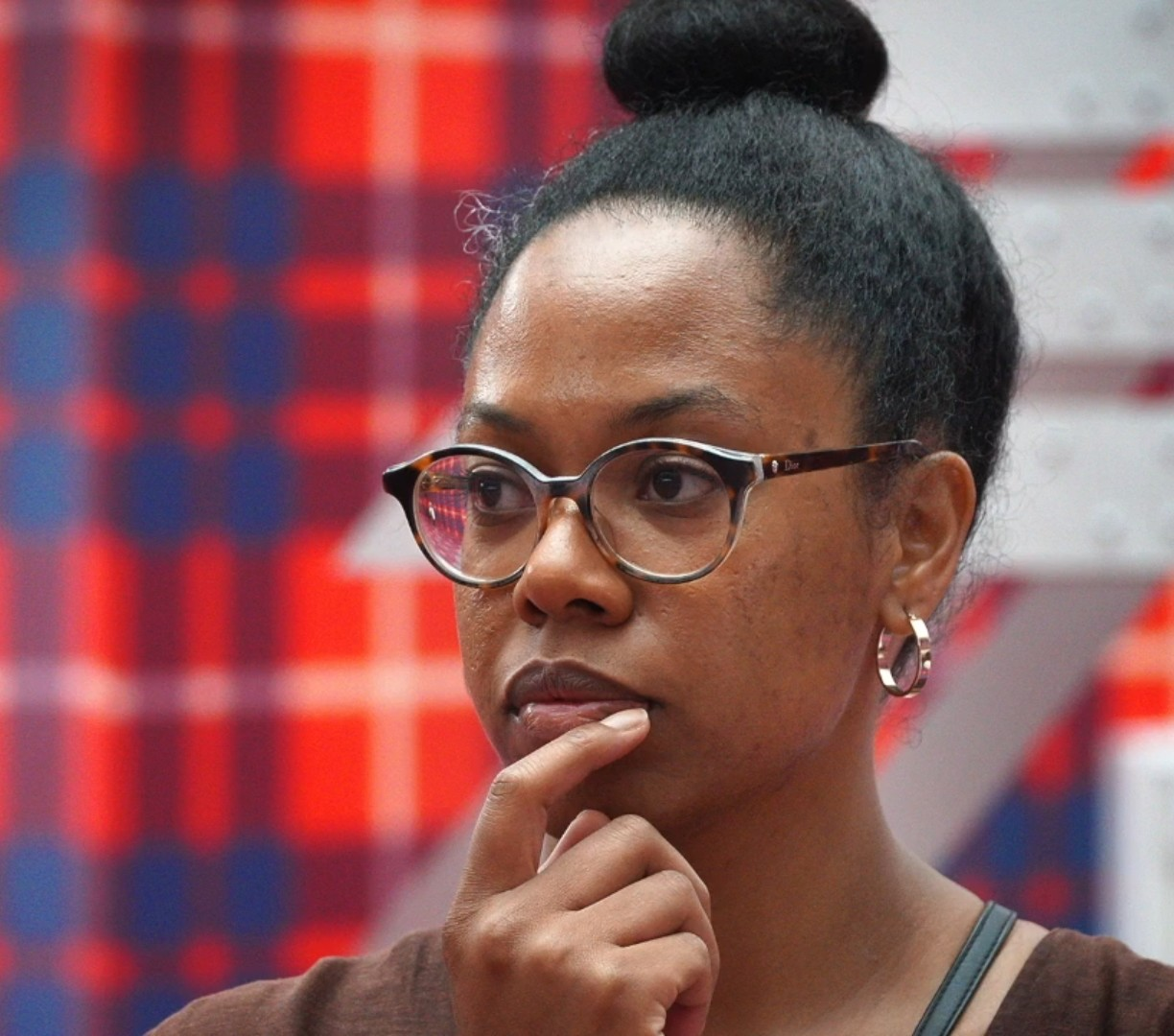
Anthea Hamilton (2018)

Anthea Hamilton (* 1978 in London) ist eine britische Künstlerin, die für ihre Skulpturen, Installationen und Performances bekannt ist.

## Leben
Anthea Hamilton wurde als Tochter eines aus Jamaika eingewanderten Paares in London geboren und besuchte dort eine katholische Schule.
Hamilton wurde 1997 an der Wimbledon School of Art ausgebildet und studierte anschließend an der Leeds Beckett University, wo sie im Jahre 2000 ihren Bachelor-Abschluss erhielt. 2005 folgte der Master am Royal College of Art in London.
Sie lehrt in Genf und bietet Workshops für Alumni am Royal College of Art an. Zuvor hatte sie eine Stelle am Arts Council und besaß für ein Jahr eine Galerie im Osten Londons.
Hamilton lebt und arbeitet in London.

## Werk
Hamiltons Werke weisen Bezüge zur Pop Art auf und verbinden Elemente aus Kunst, Mode, Design und Film. Ihre Kunst ist Ergebnis einer intensiven Recherche und dient der Analyse zur Reflexion gesellschaftlicher Zusammenhänge. Hamilton selbst verweist auf den französischen Schriftsteller und Dramatiker Antonin Artaud als zentrale Inspirationsquelle, insbesondere dessen Konzept des „körperlichen Wissens von Bildern“. Ihre Werke zielen darauf ab, eine unmittelbare körperliche Reaktion bei den Betrachtenden hervorzurufen. Dies erreicht Hamilton durch den Einsatz ungewöhnlicher Materialien, überdimensionierter Formen und eines subtilen Humors.
Hamilton beschreibt Humor in ihrer Kunst nicht als Mittel zur Belustigung, sondern als ein Werkzeug zur gedanklichen Verarbeitung. Sie interessiert sich für die mechanische Funktionsweise von Humor innerhalb einer Idee, insbesondere im Kontext der Präsentation ihrer Recherchen. Der Einsatz von Humor ermögliche eine größere Offenheit und verhindere, dass ihre Arbeiten belehrend wirken.
Anthea Hamilton versteht sich weniger als Bildhauerin denn als Ausstellungsmacherin. Ihre Arbeiten entstehen stets mit Blick auf ihre spätere Inszenierung und Wirkung im Raum. Die Präsentation erfolgt dabei konsequent zu ihren eigenen Bedingungen – ein Selbstverständnis, das sie in einem Gespräch mit der Künstlerin Sylvie Fleury formulierte.

### Aquarius (2010)
In dieser Installation verwendete Hamilton ein über sieben Meter hohes, auf ein Baugerüst gedrucktes Bild eines männlichen Modells, das auf dem Dach eines Parkhauses präsentiert wurde. Die sichtbare Gitterstruktur des Gerüsts verlieh der Pose des Modells eine klassische Ästhetik, die Assoziationen mit Leonardo da Vincis Vitruvianischem Menschen weckt. Durch einen gezielt geschaffenen Durchgang zwischen den Beinen der Figur wurde diese Referenz humorvoll gebrochen und ins Absurde überführt. Hamilton Arbeit bietet Raum für vielfältige Interpretationen. Das Motiv wirke zugleich „komisch und sexuell“.

### Project for a Door (After Gaetano Pesce) (2016)
Die Skulptur war Teil von Hamiltons Installation für den Turner Prize 2016 in der Tate Britain. Das Werk basiert auf einem nie realisierten Entwurf des italienischen Designers Gaetano Pesce aus den 1970er-Jahren für den Eingang eines Apartmentgebäudes in New York: ein überdimensioniertes männliches Hinterteil, das aus einer Wand ragt, mit Händen, die die Pobacken spreizen. Hamilton übernahm diesen Entwurf und verwandelte ihn in eine großformatige Skulptur, die provokativ mit Themen wie Körperlichkeit, Architektur, Humor und Begehbarkeit spielt.
Das Werk entstand aus einer umfassenden Recherche, die Verbindungen zwischen venezianischer Gotik, dem Hyperrealismus in der Malerei und der Disco-Kultur herstellte.

### Anthea Hamilton Reimagines Kettle’s Yard(2016)
Im Rahmen der Ausstellung Anthea Hamilton Reimagines Kettle’s Yard interpretierte Hamilton die Sammlung von Jim Ede neu, indem sie Werke aus Kettle’s Yard mit eigenen Arbeiten sowie mit Objekten von eingeladenen Künstlerinnen und Künstlern kombinierte. In Anlehnung an die häusliche Atmosphäre des Originals integrierte sie Möbel, Textilien und Alltagsgegenstände in die Präsentation und schuf so eine ortsspezifische Installation, die Malerei, Skulptur und Design in einer raumbezogenen Inszenierung verbindet. Hamiltons Interesse an Form, Körper und Alltagsästhetik zeigt sich etwa in der Verwendung handgewebter Matten oder in figurativen Referenzen wie Kimonos oder Brotlaiben. Ihre Neuordnung von Edes Objekten würdigt dessen Sammlung nicht durch Konservierung, sondern durch kreative Transformation. Dadurch betont sie die Offenheit und Wandelbarkeit kuratorischer Räume.

### The Squash(2018)
Mit dieser Inszenierung realisierte Hamilton eine ortsspezifische Installation für die Duveen Galleries in der Tate Britain. Die Arbeit vereint Skulptur, Performance und Rauminstallation und bestand aus einem weißen, gekachelten Ausstellungsraum, der an ein Schwimmbecken oder eine Klinik erinnerte. Täglich bewegte sich eine verkleidete Person in einem vom Modehaus Loewe entworfenen, hochstilisierten Kostüm mit einem überdimensionalen Kürbiskopf („gourd head“) durch den Raum. Diese Figur verkörperte eine stille, rätselhafte Präsenz zwischen Objekt und Subjekt und verlieh der Installation eine lebendige Dimension. Die Inszenierung thematisierte Fragen nach Identität, Körperlichkeit und Ritual sowie die Rolle der Betrachtung im musealen Kontext.

### Weitere Werke (Auswahl)
- 1999: Over the Rainbow, Video[13]
- 2006: Figaro, Skulptur[14]
- 2006: Man, Skulptur[14]
- 2006: Untitled (Dance), Skulptur[14]
- 2006: Untitled (Odile), Skulptur[14]
- 2006: Olympian[15]
- 2007: The Piano Lesson[16]
- 2007: Das Buschwoman, Saatchi Gallery[17]
- 2008: The Waitress, Holz, Brot, Klammer, Aprikose, Farbe[18]
- 2010: Brick Suit[4]
- 2010: Leg Chair (John Travolta), Postkarten, Plexiglas, Gips und Messing[19][20]
- 2011: Leg Chair (Jane Birkin), Arts Council Collection[21]
- 2011: Divers, Siebdruck, Arts Council Collection[22]
- 2012: faber and faber kimono, Digitaldruck auf Baumwoll-Canvas, Baumwolle, gebürsteter Stahl, Schnur und Holz[20]
- 2012: John Travolta, Bust-like[23][24]
- 2012: Kabuki Chef[19]
- 2012: Karl Lagerfeld Bean Counter, Tate Britain[24][25]
- 2012: Leg Chair (SUSHI NORI), Acryl, Messing, Gips, Wachs, Nori-Algenblätter, Reiskuchen, The Hepworth Wakefield[26]
- 2012: Venice Kimono, Stoff[27]
- 2012: Portrait of John (rubbernecking), maßgefertigte Tapete für einen geschwungenen Raum mit Fenstern[20]
- 2012: Travolta Kimono, Digitaldruck auf Seiden-Viskose-Satin, Baumwolle, Baumwollseil, gebürsteter Stahl, Schnur und Holz[20]
- 2012: Wild Food Kimono, Digitaldruck auf Shantung Dupion-Seide, Seiden-Viskose, Leder, gebürsteter Stahl und Schnur[20]
- 2013: Wrestler Kimono, PVC-Kunstleder, Seidensatin-Acetat, Baumwolle und Stahl auf Holzsockel[28]
- 2014: Leg Chair (Cigarettes), Acryl, Messing, Gips und Wachs, Tate Britain[29]
- 2014: Vulcano Table, handgeblasenes Glas, rote Pigmentfarbe, pulverbeschichtetes Metall[30]
- 2015: British grasses kimono, digital bedruckte Seide, Baumwolle, Korbgeflecht, Baumwollseil und Edelstahlrahmen[20]
- 2015: Ant Farms, Acrylglas, Digitaldruck auf PVC-Tapete, lebende Ameisen, PVC-Schläuche, MDF-Platte[31]
- 2015: Cigarette Kimono, digital bedruckte Seide, Seide, digital bedrucktes Lycra, Baumwolle und Frottee[20]
- 2015: Project For A Door (Sculpturecenter), Polystyrol, Ölfarbe, Epoxidharz, Jesmonite[20]
- 2016: Guimard Chastity Belt[9]
- 2016: karasutra (after mario bellini)[20]
- 2016: Wavy Thigh High Giallo Boot[19]
- 2018: Gourd-headed Dancer, Performance[12]
- 2018: h is for hairy leg, Acryl, Metallklammern, Sprühfarbe, Gummi, Perlen und Kunststoff[20]
- 2018: t is for tax return, Holzregal, Ordner, Alabaster, Perlen, Kunststoff, Reisnudeln und Holz[20]
- 2018: friends (k is for kegels), Holz, Vinyl, Reißverschlüsse, Plastikspielzeug, Stofftier und Holzsockel[20]
- 2018: 4-colour wavy boot, bemaltes Holz, Spitze, Metall und Holzsockel[20]
- 2018: Wavy Carbon Trap Shino Boot, glasierter Ton[20]
- 2018: Wavy Concrete Boot[19]
- 2018: Wavy window boot, Acryl, Schlösser und Holzsockel[20]
- 2019: Mama Moth Sofa, Stoff, Polyurethanschaum und Holz[20]
- 2019: Two Chefs, Serie von Schaufensterfiguren, diverse Küchengegenstände, Kleidung, rote Paprika, Zuckermais, Flechten[20]

- 2020: Cabbage five four ways[20]
- 2021: Extensions, Installation für das Treppenhaus im Institute of Contemporary Art Miami, Miami[32]
- 2021: The Garden, permanenter Garten für das Studio Voltaire, London[33]
- 2022: Cold, Cold Heart Incense (in Zusammenarbeit mit dem Parfumhersteller Ezra-Lloyd Jackson)[20]
- 2022: Giant Pumpkin No. 3[19]
- 2022: Metal Waves Kimono, Kaliko, gebürsteter Edelstahl, Stahlstifte[20]
- 2022: Night Flowers 8, Digitaler Druck auf Linoleum[20]
- 2022: Primetime, speziell für die Architektur und den Standort der Hayward Gallery in London konzipierter Film[34]
- 2022: Slanted Way Boot (Double Angulation), Marmor[20]
- 2022: Sleeping Kimono, digital bedruckte Seide, Baumwolle, Seide, synthetisches Material, Gummi, Beton, 12 Basaltplatten[20]
- 2022: Untitled (Slanted Tartan Suit), gewebter Anzug[20]
- 2025: Calzedonia (Hot Legs), Installation, digital bedruckter Bull Denim, digital bedruckter Plüschsamt, Digitaldruck auf Vinyl, Textilien, Holz, Pastellfarben, Sprühfarbe, Plexiglas, Metallblumen[35]
- 2025: Leg Chair (Rankaku)[35]
- 2025: Shibari Desk (in Zusammenarbeit mit dem Holzkunsthandwerker Pietroarco Franchetti)[35]
- 2025: Transposed Lime Waves[35]

## Gruppenausstellungen (Auswahl)
- 2007: Anthea Hamilton und Thomas Kratz, Mary Mary, Glasgow[36]
- 2008: Art Now: Strange Solution, Tate Britain, London[37]
- 2008: Martian Museum of Terrestrial Art, Barbican Center, London[38]
- 2009: Small Collections, Nottingham Contemporary, Nottingham[39]
- 2009: Vérité Tropicale, Circuit, Lausanne[40]
- 2010: Aquarius, Bold Tendencies 4, London[41]
- 2010: Newspeak: British Art Now, Saatchi Gallery, London[42]
- 2011: British Art Now, Art Gallery of South Australia, Adelaide[43]
- 2011: One Person’s Materialism is Another Person’s Romanticism, ReMap3, Athen[44]
- 2011: Savage Messiah, Rob Tufnell Gallery, London[45]
- 2011: There Are Two Sides to Every Coin, and Two Sides to Your Face, Galerie Xippas, Paris[46]
- 2012: Glaze, Chez Valentin, Paris[47]
- 2012: In the Belly of the Whale (Act III), Centro Culturel Montehermoso, Vitoria-Gasteiz[48]
- 2012: Kabuki - Performance Year Zero, Tate Gallery of Modern Art, London[49]
- 2012: LUX Biennial of Moving Images, Institute of Contemporary Arts, London[50]
- 2012: One Person’s Materialism is Another Person’s Romanticism II, Glasgow International, Glasgow[51]
- 2012: Phases, Wallspace Gallery, New York[52]
- 2012: Space-Time Festival, Wysing Arts Centre, Cambridge[53]
- 2012: Tramway Festival of Artist’s Moving Image, Tramway, Glasgow[54]
- 2013: Abstract Cabinet, Roberts Institute of Arts, London[55]
- 2013: Antibody, Lisa Cooley, New York[56]
- 2013: Better Homes, SculptureCenter, Long Island[57]
- 2013: Flatness: Cinema after the Internet, Oberhausen[58]
- 2013: ICA Off-Site: A Journey Through London’s Subculture; 1980’s to now, The Old Selfridges Hotel, London[59]
- 2013: Island, Frank Cohen Collection, London[60]
- 2013: Notes on Neo Camp, Studio Voltaire, London[61]
- 2013: Souvenir, Galerie Perrotin, Paris[62]
- 2014: Assembly: A Survey of Recent Artists’ Film and Video in Britain 2008-2013, Tate Britain, London[63]
- 2014: Athletic Valentin, Chez Valentin, Paris[64]
- 2014: Burning Down the House, Gwangju Biennale, Gwangju[65]
- 2014: Don’t You Know Who I Am? Art After Identity Politics, Museum van Hedendaagse Kunst Antwerpen, Antwerpen[66]
- 2014: Period Room, Palais de Tokyo, Paris[67]
- 2014: Pre-Pop to Post-Human: Collage in the Digital Age, Galway International Arts Festival, Galway[68]
- 2014: That Obscure Object of Desire, Luxembourg + Co, New York[69]
- 2015: The Averty Show, Le Confort Moderne, Poitiers[70]

- 2015: Mon Horizontalité, Until Then, Paris[71]
- 2015: Terrapolis, NEON und Whitechapel Art Gallery, Athen[72]
- 2015–16: Chance Encounters, Fundación Loewe, Art Basel, Miami[73]
- 2015–16: Chance Encounters, Loewe Foundation, Miami[74]
- 2015–16: La Vie Moderne, 13. Biennale d’art contemporain de Lyon, Lyon35
- 2015–2017: British Art Show 8, Hayward Gallery, London34
- 2016: History of Nothing, White Cube, London[75]
- 2016: 8 Femmes, Office Baroque, Brüssel[76]
- 2017: Corn Smut, White Cube, London[39]
- 2017: Disobedient Bodies, The Hepworth Wakefield, Wakefield[77]
- 2017: Domesticity VI, Kayu-Lucie Fontaine, Bali[78]
- 2017: Footnotes, Whitechapel Art Gallery, London[79]
- 2017: I go, you go, good to go, UncleBrother, Hancock, New York[39]
- 2017: Uummannaruaq, 1857, Oslo[80]
- 2018: Pulp Fiction: The Conscientious Objector, MAK Center for Art and Architecture, Los Angeles[81]
- 2018–19: Perceptions; Women Tailored to Society?, Matica srpska, Novi Sad[82]
- 2019: As Seen on Screen: Art and Cinema, Walker Art Gallery, Liverpool[83]
- 2019: May You Live in Interesting Times, Biennale di Venezia, Venedig[84]
- 2019: Objects of Wonder: British Sculpture 1950s-Present, from the Tate Collection, PalaisPopulaire, Berlin[85]
- 2019: Objects of Wonder – from Pedestal to Interaction, ARoS Aarhus Kunstmuseum, Aarhus[86]
- 2019: Paralympic Heritage – Stories from Bradford, Cartwright Hall Art Gallery, Bradford[87]
- 2019: Perceptions: Berrneshat, National Gallery of Kosovo, Pristina[68]
- 2019: Selfnessness, Kunstnernes Hus, Oslo[88]
- 2019: We Must Cultivate Our Garden, Sunshine Café, Margate[89]
- 2020: Collection as Poem in the Age of Ephemerality, X Museum, Peking[90]
- 2020: Junque, Massimo de Carlo Gallery, London[91]
- 2020: Living Things, JTT, New York[92]
- 2020: Paint the Town in Sound, Sunderland Museum and Winter Gardens, Sunderland[93]
- 2021: The Paradox of Stillness: Art, Object, and Performance, Walker Art Center, Minneapolis[94][95] Es handelt sich hier um eine Ausstellung zur Beziehung von Performance und Bildender Kunst, mit Fokus auf den Übergängen zwischen Bewegung, Stillstand und Zeit, in der Hamilton einen Beitrag zur Rolle des Körpers und der Bewegung im skulpturalen Raum gestaltete.[96]

- 2021: Bloomberg New Contemporaries 2020, South London Gallery, London[97]
- 2021: Breaking the Mould: Sculpture by Women since 1945, Yorkshire Sculpture Park, Wakefield[98]
- 2021: Hockney to Himid: 60 years of British Printmaking, Pallant House Gallery, Chichester[99]
- 2021: Wishbone Vision, Project Native Informant, London[100]
- 2021: KOLÉ SÉRÉ, Braunsfelder, Köln[101]
- 2022: Found Cities, Lost Objects: Women in the City, Birmingham Museum and Art Gallery, Birmingham[102]
- 2022: Myriad Reflector, Centro de Arte Dos de Mayo, Madrid[103]
- 2022: No Stranger or Lover to Me, Rønnebæksholm, Næstved[104]
- 2022: Radical Landscapes, Tate Liverpool, Liverpool[105]
- 2023: Alea Iacta Est, Vistamare, Mailand[106]
- 2023: Le Retour, Musée régional d’art contemporain Occitanie, Sérignan[107]
- 2023: Nudes: Kunst aus der Tate, LWL-Museum für Kunst und Kultur, Münster[108]
- 2023: Old Veins, New Tunnels, Heidi Gallery, Berlin[109]
- 2023: On Foot, Offer Waterman, London[110]
- 2023: On Living, With Taste, Brüssel[111]
- 2023: Paraventi: Folding Screens from the 17th to 21st Centuries, Fondazione Prada, Mailand[112]
- 2023: S.t.a.n.d.a.r.d. P.r.a.c.t.i.c.e, Kunstverein in Hamburg, Hamburg[113]
- 2024: The Campus | Inaugural Exhibition, Anton Kern Gallery, Claverack[114]
- 2024: Come Closer, Middelheimmuseum, Antwerpen[115]
- 2024: Des exploits, des chefs-d’œuvre, Regionalfonds für zeitgenössische Kunst Sud, Marseille[116]
- 2024: Loewe Lamps, Salone del Mobile, Mailand[117]
- 2024: The Shape of Things: Still Life in Britain, Pallant House Gallery, Chichester[118]
- 2024: Toil, Croy Nielsen[119]
- 2024–25: Conversations, Walker Art Gallery, Liverpool[120]
- 2025: Ellipse And Ellipsis, Nicoletta Fiorucci Foundation, London[121]
- 2025: Ensemble, The Perimeter, London[122]
- 2025: BERLIN: In anderen Händen - Highlights from the Miettinen Collection, Philara Collection, Düsseldorf[123]

## Einzelausstellungen (Auswahl)
- 2005: How Deep Is Your Love?, Vision On, London[2]
- 2006: Athens, Ibid Projects, London[39]
- 2006: Solo Presentation, Liste 06, The Young Art Fair, Basel[124]
- 2007: Anthea Hamilton: Cut-outs, Galerie Fons Welters, Amsterdam[125]
- 2007: Art Statements, Art Basel 38, Basel[39]
- 2007: Anthea Hamilton, Ibid Projects, London[126]
- 2008: Gymnasium, Chisenhale Gallery, London[127]
- 2009: Anthea Hamilton: Spaghetti Hoops, La Salle de bains, Lyon[128]
- 2009: Calypsos (in Zusammenarbeit mit Nicholas Byrne), Studio Voltaire, London[129]
- 2009: Turnhalle, Kunstverein Freiburg, Freiburg[130]
- 2011: Open Set, Ibid Projects, London[39]
- 2011: Venice: Exploring Disco, Kurzfilm, Frieze Film, London[4][131]
- 2012: Anthea Hamilton: Sorry I’m Late, Firstsite, Colchester[132]
- 2012: Frieze Projects East: LOVE (in Zusammenarbeit mit Nicholas Byrne), Poplar Baths, London[133]

- 2012: Les Modules, Palais de Tokyo, Paris[39]
- 2013: LET’S GO!, Bloomberg Space, London[134]
- 2014: Just Kimonos, Shanaynay, Paris[39]
- 2014: LOVE (in Zusammenarbeit mit Nicholas Byrne), Glasgow International Exhibition, Glasgow[135]
- 2015: House, Kunst im öffentlichen Raum (KORO), Oslo[136]
- 2015: Kar-a-sutra, House, Oslo[137]
- 2015: Donuts, Fig-2, Institute of Contemporary Arts, London[138]
- 2015–16: Lichen! Libido! Chastity!, SculptureCenter, Long Island[139]
- 2016: Frieze Projects New York, Randall’s Island, New York[8]
- 2016: Grasses, The Magazine Sessions, Serpentine Gallery, London[140]
- 2016: LOVE IV: Cold Shower (in Zusammenarbeit mit Nicholas Byrne), Schinkel Pavillon, Berlin[141]
- 2016: Turner Prize, Tate Britain, London[142]
- 2016–17: Anthea Hamilton Reimagines Kettle’s Yard, The Hepworth Wakefield, Wakefield[143]
- 2018: Anthea Hamilton: The New Life, Wiener Secession, Wien[144]
- 2018: A is for… and, am, anxious, apple, adore, Kaufmann Repetto, Mailand[145]
- 2018: The Squash, Tate Britain, London[146]
- 2019: Anthea Hamilton: The Prude, Thomas Dane Gallery, London[147]
- 2022: Anthea Hamilton: Cold, Cold Heart, Kaufmann Repetto, Mailand[148]
- 2022: Mash Up, Museum van Hedendaagse Kunst Antwerpen, Antwerpen[5][149]
- 2022: The Pillow Book, O’Flaherty’s, New York[150]
- 2025: Soft You, Fondazione Memmo, Rom[20]
- 2025: The Squash, Basel Social Club, Basel[151]

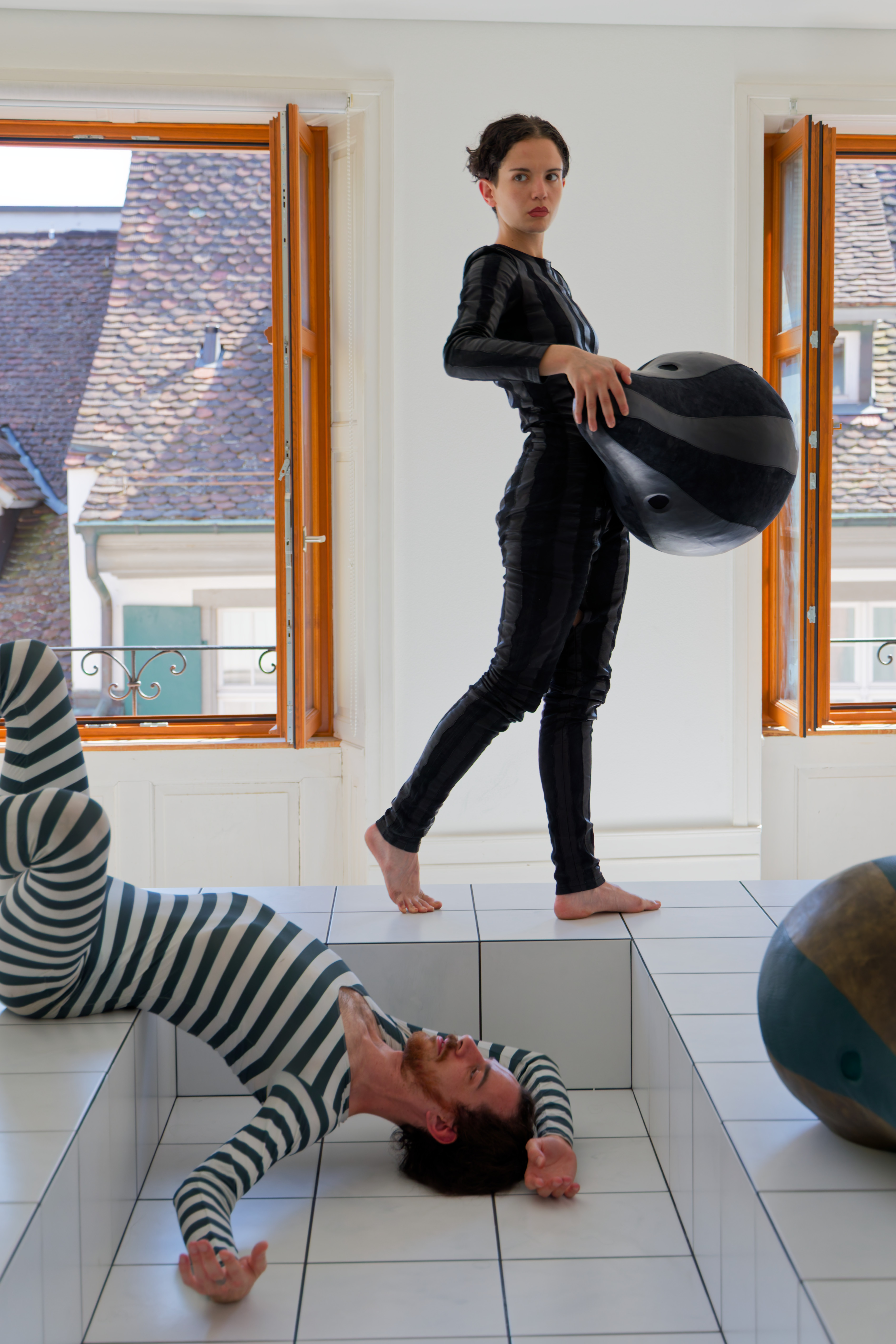
The Squash im Basel Social Club (2025)

## Werke in öffentlichen Sammlungen
- Arts Council Collection[152]
- British Council Collection[153]
- Centre national des arts plastiques, Paris[154]
- FRAC Nord-Pas de Calais, Dünkirchen[39]
- Government Art Collection, London[155]
- The Hepworth Wakefield, Wakefield[26]
- Museum van Hedendaagse Kunst Antwerpen, Antwerpen[39]
- Tate Britain, London[2]
- Victoria and Albert Museum, London[156]

## Preise und Auszeichnungen
- 2005: Nominierung für den Jerwood Artists Platform Award[3]
- 2006: Nominierung für den Beck's Futures Award[3]
- 2016: Nominierung für den Turner Prize[157]

## Rezeption
2024 wurde Anthea Hamilton in das umfangreiche Nachschlagewerk Great Women Sculptors des Phaidon-Verlags aufgenommen, das bedeutende Bildhauerinnen der Kunstgeschichte würdigt.
Die Kunstkritikerin Laura Herman hebt in ihrer Analyse Hamiltons visuell geprägte, fragmentarisch arbeitende Praxis hervor, die sich durch ein sensibles Zusammenspiel von Beobachtung, Recherche und kulturellen Referenzen auszeichnet. Herman betont, dass Hamiltons Installationen weniger auf kohärente Narrative als auf einen „Verdauungsprozess“ abzielen, in dem „Objekte fortlaufend überarbeitet und neu kontextualisiert werden“ (Original: „a digestive process, with objects undergoing constant revision“). Die Künstlerin entwickle dabei ein komplexes Geflecht aus persönlichen, politischen und kunsthistorischen Bezügen, das gleichermaßen spielerisch wie kritisch sei. Laut Herman liege eine besondere Qualität von Hamiltons Werk in ihrer Fähigkeit, sowohl das „Vergnügen am Sehen“ als auch die „Mechanismen der Verdrängung“ sichtbar zu machen.
Alex Farquharson, Direktor der Tate Britain, würdigte Anthea Hamiltons Werk als einen eigenständigen Beitrag zur britischen und internationalen Kunst. Laut Farquharson zeichnen sich Hamiltons Arbeiten durch eine visuelle Verspieltheit und gedankliche Tiefe aus und schaffen eindrückliche Erlebnisse, die zugleich irritieren und erfreuen.

## Publikationen
- Anthea Hamilton. Revolver Publishing, Berlin 2018, ISBN 978-3-95763-412-2.